# ワルドポート (オレゴン州)

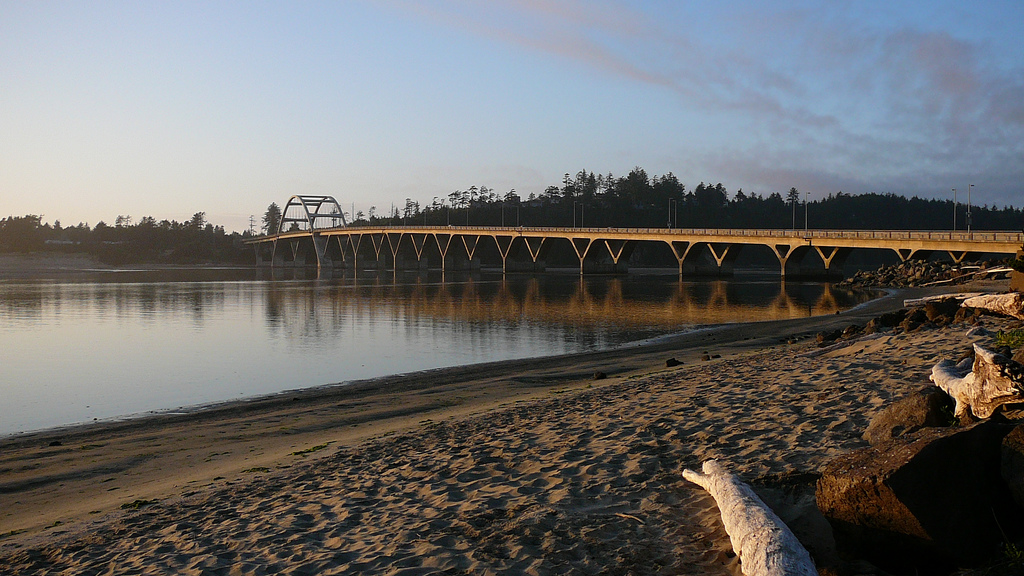
アルシー・ベイ・ブリッジ

ワルドポート（英：Waldport）は、アメリカ合衆国オレゴン州リンカーン郡の都市。
アルシー川の河口に位置し太平洋に面する。2010年の国勢調査での人口は2033人である。

## 歴史
元々この地域はアルシー族と呼ばれる先住民が居住していた。1879年に白人による入植が始まり、1911年に法人化された。なお当初の入植者の多くはドイツ系で、ワルドポートのワルド（Wald）はドイツ語で森や木を意味する。

### へヴンズ・ゲートの訪問
1975年9月に新宗教・ヘヴンズ・ゲートの教祖であるマーシャル・アップルホワイトとボニー・ネトルズがこの街を訪問し、未確認飛行物体に関する講義を行った。この講義には約150人が参加し、翌日には当時の街の人口の約30分の1に当たる20人がヘヴンズ・ゲートに参加した。

## 地理
ワルドポートの総面積は7.82平方キロメートルで、陸地面積は7.17平方キロメートル、水面積は0.65平方キロメートルである。

## 気候
ケッペンの気候区分では地中海性気候に区分される。夏は比較的温暖であるが、猛暑に見舞われる事は非常に稀である。降水の多くは冬に発生し平均的には一年の約半分に当たる165日雨が降るが、降雪は稀である。

## 人口動態
2010年の国勢調査によると当時の街の人口は2033人で974世帯が居住していた。

## 教育
ワルドポート高校が存在し、2011年時点では208人の生徒が在学していた。